# Warmątowice Sienkiewiczowskie

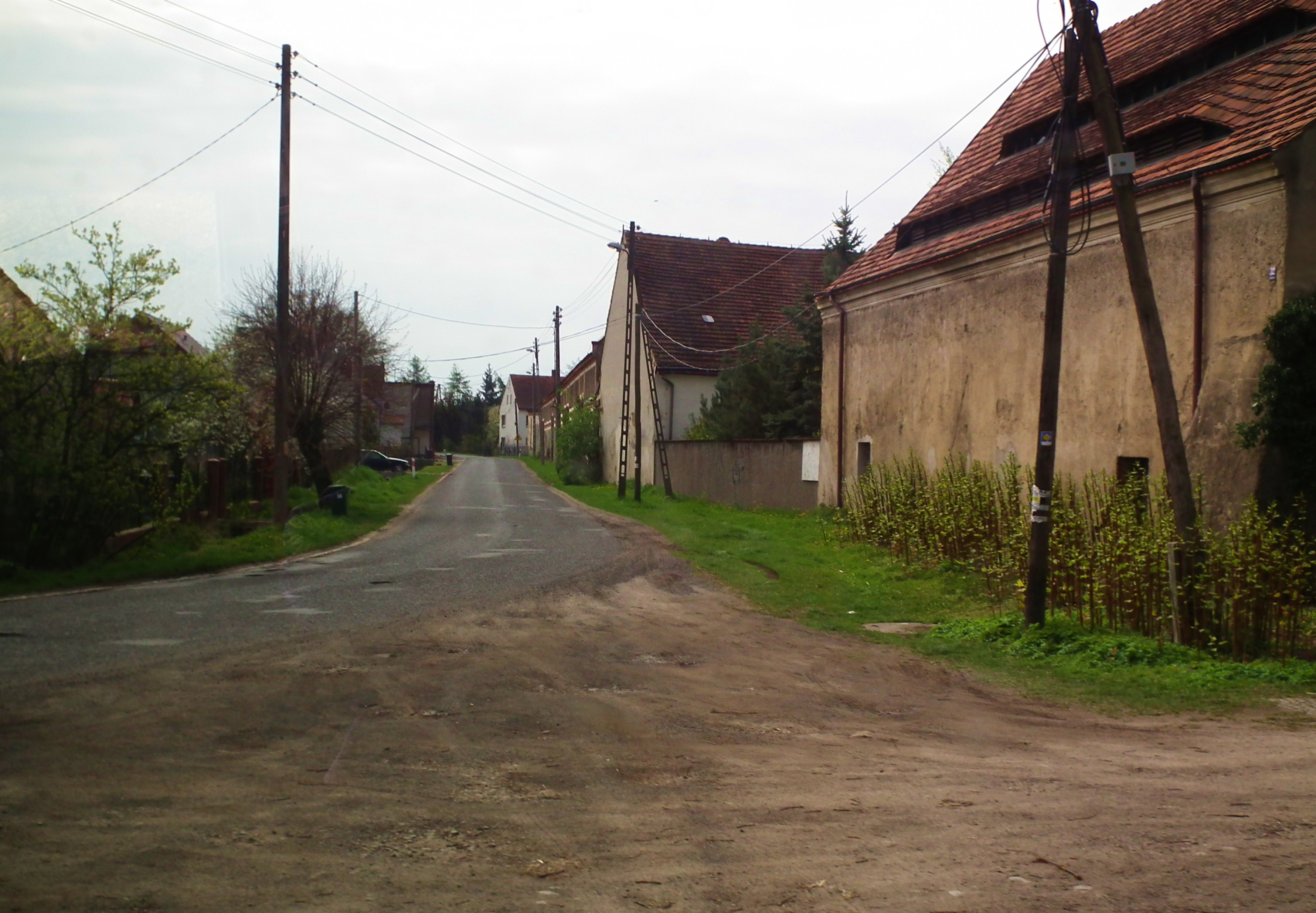
Główna ulica wsi

Warmątowice Sienkiewiczowskie (niem. Eichholz, do lutego 1998 Warmątowice) – wieś w Polsce położona w województwie dolnośląskim, w powiecie legnickim, w gminie Krotoszyce, na południe od Legnicy, niedaleko Autostrady A-4.

## Nazwa
W dokumencie z 1217 roku wydanym przez biskupa wrocławskiego Lorenza miejscowość wymieniona jest w formie „Warmuntouici”.
Przymiotnik Sienkiewiczowskie nawiązuje do zapisu uczynionego w testamencie Alfreda von Olszewskiego, który po przeczytaniu „Trylogii” zapisał majątek Henrykowi Sienkiewiczowi.

## Zabytki
Do wojewódzkiego rejestru zabytków wpisane są:
- zespół pałacowy
  - pałac, z drugiej ćwierci XVII w. Dawna twierdza graniczna księstwa legnickiego nadana miejscowemu rodowi rycerskiemu. Zamek w 1748 roku przebudowano na barokowy pałac. Dawniej należał do rodziny Olszewskich, którzy na mocy testamentu Alfreda von Olszewskiego zapisali go Henrykowi Sienkiewiczowi, który jednak spadku nigdy nie przyjął. Od 1995 roku pałac ma nowych właścicieli.
  - pawilon ogrodowy (kapliczka), z połowy XVIII w.
  - park, XVIII, z drugiej połowy XIX w.
  - zespół folwarczny:
    - lamus, z drugiej połowy XVIII w.
    - budynek mieszkalny z drugiej połowy XVIII w.
    - dwie stodoły, z XIX w.
    - stajnia, z XIX w.
    - obora, z XIX w.
    - budynek gospodarczy, z XIX w.

## Historia
Z okazji Bitwy nad Kaczawą w 1813 roku, od 1996 roku organizowany jest przez Gminę Krotoszyce biwak historyczny w Warmątowicach. Podobne imprezy organizowane są we Francji, Niemczech i Rosji. Na biwaku spotykają się znawcy broni z epoki napoleońskiej. Najciekawszą atrakcją jest parada wojsk oraz pokazowa potyczka w wykonaniu uczestników biwaku przebranych w stroje z epoki napoleońskiej.
W latach 1975–1998 miejscowość administracyjnie należała do województwa legnickiego.